# Zagórscy
Zasugerowano, aby ten artykuł podzielić na różne artykuły – podzielić na kilka haseł o różnych rodach.
Zagórski – nazwisko kilku polskich rodów szlacheckich. Polscy heraldycy wymieniają następujące rody noszące to nazwisko:

## Zagórscy herbu Gryf

herb Gryf

Zagórscy herbu Gryf – polski ród szlachecki, którego wsią gniazdową są Zagórzyce w gminie Michałowice, w powiecie krakowskim. Z tej samej wsi pochodzą także Zagórscy herbu Ostoja.

## Zagórscy herbu Odrowąż

herb Odrowąż

Zagórscy herbu Odrowąż – polski ród szlachecki.

## Zagórscy herbu Ostoja

herb Ostoja

Zagórscy herbu Ostoja – polski ród szlachecki, który według Jana Długosza pochodził z Zagórzyc w parafii Więcławice. Według Niesieckiego ród ten pochodził z dawnego województwa sandomierskiego. Współcześni historycy potwierdzają informację podaną przez Jana Długosza, że wsią gniazdową Zagórskich herbu Ostoja są Zagórzyce w gminie Michałowice, w powiecie krakowskim. Z tej samej wsi pochodzą także Zagórscy herbu Gryf.

### Członkowie rodu
- Włodzimierz Zagórski - generał Wojska Polskiego

## Zagórscy herbu Pilawa

herb Pilawa

Zagórscy herbu Pilawa – polski ród szlachecki, który według Niesieckiego pochodził z województwa krakowskeigo.

## Zagórscy herbu Pogonia

herb Pogonia

Zagórscy herbu Pogonia – polski ród szlachecki.

## Zagórscy herbu Prus I

herb Prus I

Zagórscy herbu Prus I – polski ród szlachecki.